# Jana Burłakowa
Jana Iwanowna Burłakowa z d. Tyszczenko (ros. Яна Ивановна Бурлакова z d. Тыщенко; ur. 1 sierpnia 2000) – rosyjska kolarka torowa, dwukrotna medalistka mistrzostw świata.

## Kariera
Pierwsze medale w karierze zdobyła w 2017 roku, kiedy zwyciężyła w sprincie drużynowym na mistrzostwach świata juniorów w Montichiari i mistrzostwach Europy juniorów w Sangalhos. Na rozgrywanych rok później mistrzostwach Europy juniorów w Aigle zwyciężała w sprincie, keirinie, wyścigu na 500 m i sprincie drużynowym, a na mistrzostwach świata juniorów była druga na 500 m i trzecia w keirinie. W 2020 roku była druga w spricie drużynowym oraz trzecia w sprincie i wyścigu na 500 m na mistrzostwach Europy U-23. Podczas mistrzostw świata w Roubaix w 2021 roku wywalczyła dwa medale. W keirinie zajęła trzecie miejsce, plasując się za Niemką Leą Friedrich i Miną Sato z Japonii. Ponadto razem z Natalją Antonową, Darją Szmielową i Anastasiją Wojnową była druga w sprincie drużynowym. W tym samym roku zajmowała trzecie miejsce w keirinie, wyścigu na 500 m i sprincie drużynowym na mistrzostwach Europy w Grenchen.
W 2022 roku wyszła za mąż za Daniłę Burłakowa, od tej pory występuje pod nowym nazwiskiem.